# Ian Andrew Troi
Ian Andrew Troi is een personage uit het Star Trek universum, uit de serie Star Trek: The Next Generation. Ian Troi werd gespeeld door de Amerikaanse acteur Amick Byram.

Ian Andrew Troi was een Starfleet officier. Hij trouwde in 2328 met de Betazoïde Lwaxana Troi. Samen kregen ze twee dochters: Kestra in 2330 en Deanna in 2336. Kestra stierf door een verdrinkingsongeluk toen Deanna nog maar een baby was. Ian Andrew Troi stierf een onverwachte dood in 2343.